# Vivian Pickles
Vivian Pickles (Londra, 21 ottobre 1931) è un'attrice britannica.

## Filmografia parziale

### Cinema
- I sette senza gloria (Play Dirty), regia di André De Toth (1969)
- Hello Goodbye, regia di Jean Negulesco (1970)
- Domenica, maledetta domenica (Sunday Bloody Sunday), regia di John Schlesinger (1971)
- Harold e Maude (Harold and Maude), regia di Hal Ashby (1971)
- Nicola e Alessandra (Nicholas and Alexandra), regia di Franklin Schaffner (1971)
- O Lucky Man!, regia di Lindsay Anderson (1973)
- Una ragazza, un maggiordomo e una lady (Candleshoe), regia di Norman Tokar (1977)
- Britannia Hospital, regia di Lindsay Anderson (1982)

### Televisione
- Uncle Jack (1990-1992)